# Kerry-Lynne Findlay
Pour les articles homonymes, voir Findlay.
Kerry-Lynne Findlay, née le 12 janvier 1955 à Ladysmith, est une femme politique canadienne en Colombie-Britannique. 

## Biographie
Kerry-Lynne Findlay est élue à la Chambre des communes sous la bannière conservatrice lors des élections de mai 2011 dans la circonscription de Delta—Richmond-Est. Elle est nommée ministre associée à la Défense nationale le 22 février 2013,.
Elle est nommée ministre du Revenu national par Stephen Harper le 15 juillet 2013.
Lors des élections générales de 2015, elle est défaite par Carla Qualtrough du Parti libéral du Canada dans la nouvelle circonscription de Delta. Elle tente un retour à la chambre à l'occasion de la partielle du 11 décembre 2017 dans Surrey-Sud—White Rock mais elle est défaite à nouveau par Gordon Hogg. Finalement élue en 2019 et réélue en 2021, elle est défaite en 2025.